# Liedekerke

Liedekerkes vapen.

Liedekerkes läge inom provinsen Vlaams-Brabant.

Liedekerke är en kommun i provinsen Vlaams-Brabant i regionen Flandern i Belgien. Liedekerke hade 12 646 invånare den 1 januari 2013.